# Ammophila kalaharica
Ammophila kalaharica är en biart som först beskrevs av Arnold 1935.  Ammophila kalaharica ingår i släktet Ammophila och familjen grävsteklar. Inga underarter finns listade i Catalogue of Life.